# Arthrolytus muesebecki
Arthrolytus muesebecki är en stekelart som beskrevs av Burks 1969. Arthrolytus muesebecki ingår i släktet Arthrolytus och familjen puppglanssteklar. Inga underarter finns listade.